# San Pablo de los Montes
San Pablo de los Montes é um município da Espanha na província de Toledo, comunidade autónoma de Castilla-La Mancha, de área 101 km² com população de 2282 habitantes (2006) e densidade populacional de 20,72 hab/km².

## Demografia
| Variação demográfica do município entre 1991 e 2004 | Variação demográfica do município entre 1991 e 2004 | Variação demográfica do município entre 1991 e 2004 | Variação demográfica do município entre 1991 e 2004 |
| --------------------------------------------------- | --------------------------------------------------- | --------------------------------------------------- | --------------------------------------------------- |
| 1991                                                | 1996                                                | 2001                                                | 2004                                                |
| 2025                                                | 2131                                                | 2190                                                | 2077                                                |